# حامول البحر
حَامُول البَحر   هو نوع من النباتات البحريّة.

## طالع
- حزامية بحرية.
- زوستيرا نولتي